# Lithobates vibicarius
Lithobates vibicarius is een kikker uit de familie echte kikkers (Ranidae). De soort komt voor in Midden-Amerika en wordt met uitsterven bedreigd, onder meer door chytridiomycose. Lithobates vibicarius is sinds 2013 door de IUCN als kwetsbaar geclassificeerd, nadat het eerder de kritieke status had.
De soort werd voor het eerst wetenschappelijk beschreven door Spencer Fullerton Baird in 1854. Oorspronkelijk werd de wetenschappelijke naam Levirana vibicaria gebruikt. De soort behoorde lange tijd tot het geslacht Rana en wordt in veel literatuur aangeduid met Rana vibicaria.

## Verspreiding
Lithobates vibicarius is een bewoner van de regenwouden van de bergketens van Costa Rica en westelijk Panama op hoogtes tussen de 1500 en de 2700 meter boven zeeniveau. In het verleden was het een erg algemene soort in Costa Rica, maar tegenwoordig komt de bergboskikker alleen nog voor in Monteverde, Parque Nacional Juan Castro Blanco, Buenos Aires de Osa en Zarcero. De populatie in Monteverde laat sinds 2010 een verbeterende trend zien, terwijl ook de andere populaties zich herstellen. De status van de soort in Panama is onduidelijk.

## Gevangenschap
Chester Zoo heeft in samenwerking met het Manchester Museum een fokprogramma opgezet voor Lithobates vibicarius. In 2014 verhuisde de gehele groep van Chester naar de dierentuin van Riga, samen met enkele andere bedreigde kikkersoorten.